# 藤原敦兼
藤原 敦兼（ふじわら の あつかね）は、平安時代後期の貴族。藤原北家、大納言・藤原道綱の孫で左馬頭・藤原敦家の子。官位は正四位下・刑部卿。

## 経歴
白河院政期前期の治部大輔を経て、永長2年（1097年）若狭守に任ぜられる。在任中の承徳2年（1098年）源義家と共に白河院の院昇殿を聴された。康和元年（1099年）越後守に転じると、康和5年（1103年）重任の宣旨を受けて引き続き越後守を務めた。また、令子内親王家の別当を務め、同年12月や長治元年（1104年）には内親王が敦兼の第に方違えを行っている。
康和6年（1104年）加賀守に任ぜられ、在任中の長治2年（1105年）従四位上に叙される。その後も、天永2年（1111年）越後守、元永2年（1119年）尾張守、保安4年（1123年）ごろ備中守、大治元年（1126年）但馬守と、30年以上に亘って諸国の受領を歴任した。
鳥羽院政期初頭の大治5年（1130年）刑部卿に任ぜられて京官に遷る。翌天承元年（1131年）鳥羽上皇の鳥羽殿方違えに武士が現れ、これに供奉していた敦兼の乗る車が射られるという事件が発生している。保延4年（1138年）60歳で出家。その後の消息は不明。

## 人物
父・敦家に篳篥を学んだ。『古今著聞集』第八には篳篥に関しての話が収録されている。敦兼は容姿がかなり醜い人物であったが室は美しかったという。あるとき、五節舞にて美男達を見た室が、敦兼の醜さを憂い家に帰ると敦兼に全く口を利かなくなり嫌がらせも行った。意味も分からず室に裏切られた敦兼は一人篳篥を奏で、室に対する歌を繰り返し歌った。するとこれを聞いた室は改心して再び円満な夫婦となった、という。

## 官歴
- 時期不詳：治部大輔
- 嘉保元年（1094年） 12月19日：昇殿[2]
- 時期不詳：従五位上
- 永長2年（1097年） 正月29日：若狭守[2]。4月8日：還昇[2]
- 承徳2年（1098年） 10月23日：一院昇殿[2]
- 康和元年（1099年） 日付不詳：越後守
- 康和4年（1102年） 正月27日：還昇[2]
- 康和5年（1103年） 12月30日：越後守（重任）[2]
- 康和6年（1104年） 正月28日：加賀守[3]
- 長治2年（1105年） 正月6日：従四位上[2]
- 天永2年（1111年） 10月25日：越後守[2][4]
- 元永2年（1119年） 12月15日：尾張守[2]
- 保安4年（1123年） 10月1日：見備中守[5]
- 大治元年（1126年） 12月5日：但馬守[6]
- 大治5年（1130年） 4月3日：刑部卿[2]
- 保延4年（1138年） 3月14日：出家[7]

## 系譜
『尊卑分脈』による。
- 父：藤原敦家
- 母：藤原兼子（藤原顕綱の娘） - 従三位典侍、堀河天皇乳母
- 妻：藤原顕季の娘
  - 男子：藤原実家
  - 男子：藤原季兼（?-1164）
  - 男子：藤原季行（1114-1162）
  - 男子：藤原季家（?-?）
- 生母不明の子女
  - 男子：兼円
  - 男子：仁顯
  - 男子：玄操
  - 長女：藤原成通室（1108-1120）
  - 女子：藤原顕盛室